# Hermann Geyer
Pour les articles homonymes, voir Geyer.
Hermann Geyer (7 juillet 1882 à Stuttgart – 10 avril 1946 non loin de Wildsee) est un General der Infanterie allemand qui a servi au sein de la Wehrmacht pendant la Seconde Guerre mondiale.

## Biographie
Hermann Geyer s'engage le 4 juillet 1900 à Stuttgart en tant que porte-drapeau dans le 119e régiment de grenadiers (de) de l'armée wurtembergeoise. et devient lieutenant en 1910.
En 1914, durant la Première Guerre mondiale, il est promu capitaine et est transféré à l'état-major général.
En janvier 1918, il a rédigé les nouvelles tactiques d'infanterie allemandes pour le manuel de commandement suprême pour les attaques dans la guerre de tranchées. Le 13 novembre 1918, il participe à la Commission d'armistice de Spa, puis il fait partie de la délégation allemande qui signe l'armistice. Le 14 mars 1919, il est membre de la délégation de paix allemande.
Après la première Guerre mondiale, il travaille au ministère de la Défense. En 1922 il est commandant de la compagnie dans un régiment d'infanterie dans la zone d'entraînement militaire de Döberitz. Le 20 mars 1922 est nommé major. En 1923, il travaille pour la 5e Division. Le 1er février 1927, il est promu lieutenant -colonel. Le 1er octobre 1928, il travaille au ministère de la Défense et le 1er février 1930 il devient colonel et le 1er décembre 1932 il est nommé général.
Le 1er janvier 1934, il est commandant de la 5e division d'infanterie.
Au début de la Seconde Guerre mondiale, le 25 octobre 1939, il commande le IX corps d'Armée, durant la campagne à l'ouest et contre l'Union soviétique. Le 31 décembre 1941, son détachement atteint le village de Borodino, à 130 kilomètres du centre de Moscou.
Le 31 décembre 1943, il prend sa retraite.
Il a été récipiendaire de la Croix de chevalier de la Croix de fer. Cette décoration est attribuée pour récompenser un acte d'une extrême bravoure sur le champ de bataille ou un commandement militaire avec succès.
Il devient après la guerre bourgmestre de Höfen an der Enz, dans le Bade-Wurtemberg.
Il se suicide le 10 avril 1946, laissant une lettre dans laquelle il explique son geste par la situation difficile du village et l'afflux prochain de réfugiés menaçant de l'aggraver.

## Décorations
- Croix de fer (1914)
  - 2e Classe
  - 1re Classe
- Croix hanséatique de Hambourg
- Chevalier de 1re classe de l'ordre de Frédéric
- Croix de chevalier de Cross de la maison royale de l'Ordre de Hohenzollern avec Glaives
- Croix d'honneur
- Agrafe de la Croix de fer (1939)
  - 2e Classe
  - 1re Classe
- Croix de chevalier de la Croix de fer
  - Croix de chevalier le 25 juin 1940 en tant que General der Infanterie et commandant du IX. Armeekorps[3]